# Laureus World Sports Awards/Behindertensportler/in des Jahres
Diese Liste zählt alle Sportler auf, die bei den Laureus World Sports Awards in der Kategorie „Behindertensportler/in des Jahres“ nominiert waren. Die Sieger sind farblich hervorgehoben.

## Liste der Sieger und Nominierten
| 2000 | Louise Sauvage (Australien)            | Rollstuhlleichtathletik       |
|      | Brian Frasure (USA)                    | Leichtathletik                |
|      | Béatrice Hess (Frankreich)             | Schwimmen                     |
| 2001 | Vinny Lauwers (Australien)             | Segeln                        |
|      | Shea Cowart (USA)                      | Leichtathletik                |
|      | David Hall (Australien)                | Rollstuhltennis               |
|      | Béatrice Hess (Frankreich)             | Schwimmen                     |
|      | Lee Pearson (Großbritannien)           | Behindertenreitsport          |
| 2002 | Esther Vergeer (Niederlande)           | Rollstuhltennis               |
|      | Heidi Andreasen (Färöer)               | Schwimmen                     |
|      | Earle Connor* (Kanada)                 | Leichtathletik                |
|      | Gerd Schönfelder (Deutschland)         | Ski Alpin                     |
|      | Beat Schwarzenbach (Schweiz)           | Paracycling                   |
| 2003 | Michael Milton (Australien)            | Ski Alpin                     |
|      | Tanja Kari (Finnland)                  | Skilanglauf                   |
|      | Chantal Petitclerc (Kanada)            | Rollstuhlleichtathletik       |
|      | Paul Schulte (USA)                     | Rollstuhlbasketball           |
|      | Michael Teuber (Deutschland)           | Paracycling                   |
| 2004 | Earle Connor* (Kanada)                 | Leichtathletik                |
|      | Natalie du Toit (Südafrika)            | Schwimmen                     |
|      | Vitalis Lanshima (Nigeria)             | Leichtathletik                |
|      | Ronny Persson (Schweden)               | Ski Alpin                     |
|      | Michael Teuber (Deutschland)           | Paracycling                   |
|      | Nicola Tustain (Großbritannien)        | Behindertenreitsport          |
| 2005 | Chantal Petitclerc (Kanada)            | Rollstuhlleichtathletik       |
|      | Cheri Blauwet (USA)                    | Rollstuhlleichtathletik       |
|      | Jonas Jacobsson (Schweden)             | Schießen                      |
|      | Lee Pearson (Großbritannien)           | Behindertenreitsport          |
|      | Clodoaldo Silva (Brasilien)            | Schwimmen                     |
|      | Henry Wanyoike (Kenia)                 | Leichtathletik                |
| 2006 | Ernst van Dyk (Südafrika)              | Rollstuhlleichtathletik       |
|      | Kirsten Bruhn (Deutschland)            | Schwimmen                     |
|      | Zsuzsanna Krajnyák (Ungarn)            | Rollstuhlfechten              |
|      | Leo-Pekka Tähti (Finnland)             | Rollstuhlleichtathletik       |
|      | Esther Vergeer (Niederlande)           | Rollstuhltennis               |
|      | Henry Wanyoike (Kenia)                 | Leichtathletik                |
| 2007 | Martin Braxenthaler (Deutschland)      | Ski Alpin                     |
|      | Kurt Fearnley (Australien)             | Rollstuhlleichtathletik       |
|      | Edith Hunkeler (Schweiz)               | Rollstuhlleichtathletik       |
|      | Javier Otxoa (Spanien)                 | Paracycling                   |
|      | Kazem Rajabi (Iran)                    | Bankdrücken                   |
|      | Esther Vergeer (Niederlande)           | Rollstuhltennis               |
| 2008 | Esther Vergeer (Niederlande)           | Rollstuhltennis               |
|      | Daniel Dias (Brasilien)                | Schwimmen                     |
|      | Darren Kenny (Großbritannien)          | Paracycling                   |
|      | Sarah Storey (Großbritannien)          | Paracycling/Schwimmen         |
|      | Michael Teuber (Deutschland)           | Paracycling                   |
| 2009 | Daniel Dias (Brasilien)                | Schwimmen                     |
|      | April Holmes (USA)                     | Leichtathletik                |
|      | Jonas Jacobsson (Schweden)             | Schießen                      |
|      | Darren Kenny (Großbritannien)          | Paracycling                   |
|      | Teresa Perales (Spanien)               | Schwimmen                     |
|      | Zhang Lixin (China)                    | Leichtathletik                |
| 2010 | Natalie du Toit (Südafrika)            | Schwimmen                     |
|      | Justin Eveson (Australien)             | Rollstuhlbasketball/Schwimmen |
|      | Kurt Fearnley (Australien)             | Rollstuhlleichtathletik       |
|      | Gizem Girişmen (Türkei)                | Bogenschießen                 |
|      | Shingo Kuneda (Japan)                  | Rollstuhltennis               |
|      | Michael Teuber (Deutschland)           | Paracycling                   |
| 2011 | Verena Bentele (Deutschland)           | Biathlon/Skilanglauf          |
|      | Matthew Cowdrey (Australien)           | Schwimmen                     |
|      | Daniel Dias (Brasilien)                | Schwimmen                     |
|      | Jakub Krako (Slowakei)                 | Ski Alpin                     |
|      | Esther Vergeer (Niederlande)           | Rollstuhltennis               |
|      | Lauren Woolstonecroft (Kanada)         | Ski Alpin                     |
| 2012 | Oscar Pistorius (Südafrika)            | Leichtathletik                |
|      | Daniel Dias (Brasilien)                | Schwimmen                     |
|      | Terezinha Guilhermina (Brasilien)      | Leichtathletik                |
|      | Irek Saripow (Russland)                | Biathlon/Skilanglauf          |
|      | Esther Vergeer (Niederlande)           | Rollstuhltennis               |
|      | David Weir (Großbritannien)            | Rollstuhlleichtathletik       |
| 2013 | Daniel Dias (Brasilien)                | Schwimmen                     |
|      | Patrick Anderson (Kanada)              | Rollstuhlbasketball           |
|      | Johanna Benson (Namibia)               | Leichtathletik                |
|      | Alan Oliveira (Brasilien)              | Leichtathletik                |
|      | David Weir (Großbritannien)            | Rollstuhlleichtathletik       |
|      | Alessandro Zanardi (Italien)           | Paracycling                   |
| 2014 | Marie Bochet (Frankreich)              | Ski Alpin                     |
|      | Marcel Hug (Schweiz)                   | Rollstuhlleichtathletik       |
|      | Tatyana McFadden (USA)                 | Rollstuhlleichtathletik       |
|      | Sophie Pascoe (Neuseeland)             | Schwimmen                     |
|      | Sarah Louise Rung (Norwegen)           | Schwimmen                     |
|      | Olga Sviderska (Ukraine)               | Schwimmen                     |
| 2015 | Tatyana McFadden (USA)                 | Rollstuhlleichtathletik       |
|      | Shelley Gautier (Kanada)               | Paracycling                   |
|      | Leung Yuk Wing (Hongkong)              | Boccia                        |
|      | Roman Petjuschkow (Russland)           | Skilanglauf/Biathlon          |
|      | Anna Schaffelhuber (Deutschland)       | Ski Alpin                     |
|      | Sarah Storey (Großbritannien)          | Paracycling                   |
| 2016 | Daniel Dias (Brasilien)                | Schwimmen                     |
|      | Marie Bochet (Frankreich)              | Ski Alpin                     |
|      | Omara Durand (Kuba)                    | Leichtathletik                |
|      | Leung Yuk Wing (Hongkong)              | Boccia                        |
|      | Liu Cuiqing (China)                    | Leichtathletik                |
|      | Pieter du Preez (Südafrika)            | Leichtathletik/Paracycling    |
| 2017 | Beatrice Vio (Italien)                 | Rollstuhlfechten              |
|      | Ihar Boki (Belarus)                    | Schwimmen                     |
|      | Omara Durand (Kuba)                    | Leichtathletik                |
|      | Marcel Hug (Schweiz)                   | Rollstuhlleichtathletik       |
|      | Sophie Pascoe (Neuseeland)             | Schwimmen                     |
|      | Siamand Rahman (Iran)                  | Bankdrücken                   |
| 2018 | Marcel Hug (Schweiz)                   | Rollstuhlleichtathletik       |
|      | Yui Kamiji (Japan)                     | Rollstuhltennis               |
|      | Oksana Masters (USA)                   | Skilanglauf/Rudern            |
|      | Bibian Mentel-Spee (Niederlande)       | Snowboard                     |
|      | Jetze Plat (Niederlande)               | Paratriathlon/Paracycling     |
|      | Markus Rehm (Deutschland)              | Leichtathletik                |
| 2019 | Henrieta Farkašová (Slowakei)          | Ski Alpin                     |
|      | Diede de Groot (USA)                   | Rollstuhltennis               |
|      | Oksana Masters (USA)                   | Skilanglauf/Rudern            |
|      | Brian McKeever (Kanada)                | Skilanglauf                   |
|      | Grigorios Polychronidis (Griechenland) | Boccia                        |
|      | Markus Rehm (Deutschland)              | Leichtathletik                |
| 2020 | Oksana Masters (USA)                   | Skilanglauf/Rudern            |
|      | Omara Durand (Kuba)                    | Leichtathletik                |
|      | Diede de Groot (USA)                   | Rollstuhltennis               |
|      | Jetze Plat (Niederlande)               | Paratriathlon/Paracycling     |
|      | Manuela Schär (Schweiz)                | Rollstuhlleichtathletik       |
|      | Alice Tai (Großbritannien)             | Schwimmen                     |
| 2021 | nicht vergeben                         | nicht vergeben                |
| 2022 | Marcel Hug (Schweiz)                   | Rollstuhlleichtathletik       |
|      | Diede de Groot (Niederlande)           | Rollstuhltennis               |
|      | Shingo Kunieda (Japan)                 | Rollstuhltennis               |
|      | Jetze Plat (Niederlande)               | Paratriathlon/Paracycling     |
|      | Susana Rodríguez (Spanien)             | Paratriathlon                 |
|      | Sarah Storey (Großbritannien)          | Paracycling                   |
| 2023 | Catherine Debrunner (Schweiz)          | Rollstuhlleichtathletik       |
|      | Declan Farmer (USA)                    | Para-Eishockey                |
|      | Diede de Groot (Niederlande)           | Rollstuhltennis               |
|      | Cameron Leslie (Neuseeland)            | Schwimmen                     |
|      | Jesper Pedersen (Norwegen)             | Ski Alpin                     |
|      | Oksana Masters (USA)                   | Skilanglauf/Biathlon/Rudern   |
| 2024 | Diede de Groot (Niederlande)           | Rollstuhltennis               |
|      | Simone Barlaam (Italien)               | Schwimmen                     |
|      | Danylo Chufarov (Ukraine)              | Schwimmen                     |
|      | Luca Ekler (Ungarn)                    | Leichtathletik                |
|      | Nicole Murray (Neuseeland)             | Paracycling                   |
|      | Markus Rehm (Deutschland)              | Leichtathletik                |
| 2025 | Jiang Yuyan (China)                    | Schwimmen                     |
|      | Catherine Debrunner (Schweiz)          | Rollstuhlleichtathletik       |
|      | Tokito Oda (Japan)                     | Rollstuhltennis               |
|      | Teresa Perales (Spanien)               | Schwimmen                     |
|      | Matt Stutzman (Neuseeland)             | Bogenschießen                 |
|      | Zimo Qu (China)                        | Parabadminton                 |